# Romano Ghini
Romano Ghini, noto anche con lo pseudonimo di Stefano Borghesi (Parma, 2 luglio 1934 – Roma, 25 ottobre 2020), è stato un attore e doppiatore italiano.

## Biografia
All'inizio della sua carriera, il contratto che aveva firmato con la Rai come speaker radiotelevisivo gli impedì di praticare l'attività di doppiaggio, tanto che dovette ricorrere a uno pseudonimo - Stefano Borghesi - per poter doppiare, spesso per il Gruppo Trenta. Ha dato voce a William Shatner in Star Trek, Star Trek II - L'ira di Khan e Star Trek III - Alla ricerca di Spock. Ha doppiato lo stesso attore in L'aereo più pazzo del mondo... sempre più pazzo.
In televisione ha doppiato Hayden Rorke in Strega per amore e ha dato voce al cartone animato Dastardly e Muttley e le macchine volanti (era la voce di Dick Dastardly). Per la televisione ha lavorato anche come attore, interpretando Coralba, miniserie televisiva diretta da Daniele D'Anza (1970). Negli anni 2000 è stato nel cast di Provaci ancora prof! e Puccini.

## Filmografia

### Cinema
- Sansone, regia di Gianfranco Parolini (1961)
- L'ira di Achille, regia di Marino Girolami (1962)
- Odio mortale regia di Franco Montemurro (1962)
- L'invincibile cavaliere mascherato, regia di Umberto Lenzi (1963)
- D'Artagnan contro i 3 moschettieri, regia di Fulvio Tului (1963)
- Tra noi due tutto è finito, regia di Furio Angiolella (1994)
- Un inverno freddo freddo, regia di Roberto Cimpanelli (1996)
- Roseanna's Grave, regia di Paul Weiland (1997)
- Le mani forti, regia di Franco Bernini (1997)
- Return to Me, regia di Bonnie Hunt (2000)
- Ravanello pallido, regia di Gianni Costantino (2001)
- Il nostro matrimonio è in crisi, regia di Antonio Albanese (2002)
- Il grande sogno, regia di Michele Placido (2009)
- Tutto tutto niente niente, regia di Giulio Manfredonia (2012)

### Televisione
- Antonio e Cleopatra, regia di Vittorio Cottafavi – sceneggiato TV (1965)
- Coralba – miniserie TV (1970)
- Leo e Beo – miniserie TV (1998)
- La guerra è finita – miniserie TV (2002)
- Diritto di difesa – serie TV, episodi 1x11-1x12 (2004)
- De Gasperi - L'uomo della speranza – miniserie TV (2005)
- Il maresciallo Rocca – serie TV, episodio 5x03 (2005)
- Nebbie e delitti – serie TV, episodi 1x02-1x03 (2005)
- Ricomincio da me – miniserie TV (2005)
- R.I.S. 2 - Delitti imperfetti - serie TV, episodio 2x15 (2006) [2]
- Provaci ancora prof! – serie TV, episodi 2x03-2x06 (2007)
- Crimini – serie TV, episodio 1x07 (2007)
- Don Matteo – serie TV, episodio 6x01 (2008)
- Il commissario De Luca – miniserie TV, episodio 1x02 (2008)
- Romanzo criminale - La serie – serie TV, episodio 1x11 (2009)
- Puccini – miniserie TV (2009)
- Fratelli detective, regia di Giulio Manfredonia – film TV (2009)
- Lo scandalo della Banca Romana – miniserie TV (2010)
- R.I.S. Roma 2 - Delitti imperfetti – serie TV, episodio 2x12 (2011)

## Doppiaggio

### Cinema
- William Shatner in Star Trek - Il film, Star Trek II - L'ira di Khan, Star Trek III - Alla ricerca di Spock, L'aereo più pazzo del mondo... sempre più pazzo
- Tobin Bell in Nel centro del mirino
- Ken Takakura in Black Rain - Pioggia sporca
- Fred Gwynne in Attrazione fatale
- John Amos in Il principe cerca moglie
- Frederic Forrest in Apocalypse Now
- Michael Parks in Dal tramonto all'alba
- Robert Prosky in Mrs. Doubtfire - Mammo per sempre
- J. T. Walsh in Palle in canna
- Jeffrey Tambor in La casa sulle colline
- Allen Garfield in Beverly Hills Cop II - Un piedipiatti a Beverly Hills II
- Paul Guilfoyle in Hoffa - Santo o mafioso?
- Paul L. Smith in Dune
- Paul Geoffrey in Excalibur
- Dave Hager in Prova a prendermi
- Danny Aiello in Fa' la cosa giusta
- Brian Doyle-Murray in Fusi di testa
- Luke Askew in Svolta pericolosa

### Televisione
- Helmut Berger in I promessi sposi
- James Woods in Olocausto
- Burt Young in Renegade e Walker Texas Ranger
- Peter Donat in La signora in giallo

### Film di animazione
- Guardia Thug 4 e corvo in Basil l'investigatopo
- Narratore in Mazinga contro Goldrake
- Castagno in La foresta magica
- Voce narrante in Taron e la pentola magica